# Паричка
Паричката (Bellis) е род покритосеменни растения от семейство Сложноцветни (Asteraceae). Родът произлиза от Европа, Средиземноморието и Северна Африка. Един вид е въведен в Северна Америка, а други – в други части на света.

## Видове
Род Паричка
- Bellis annua L. – Еднолетна паричка[3]
- Bellis bernardii Boiss. & Reut.
- Bellis caerulescens (Coss.) Coss. ex Ball
- Bellis cordifolia (Kunze) Willk.
- Bellis dubia Spreng.
- Bellis hyrcanica Woronow
- Bellis longifolia Boiss. & Heldr.
- Bellis microcephala Lange
- Bellis pappulosa Boiss. ex DC.
- Bellis perennis L. – Обикновена паричка[3]
- Bellis rotundifolia (Desf.) Boiss. & Reut.
- Bellis sylvestris (L.) Cyr. – Горска паричка[3]